# Насташенко Ігор Леонідович
І́гор Леоні́дович Наста́шенко (* 1965) — доктор медичних наук, професор.

## Життєпис
Народився 1965 року в місті Сніжне (Донецька область) у родині робітників. 1988 року закінчив лікувальний факультет Київського медичного інституту імені О. О. Богомольця. Протягом 1988—1996 років працював лікарем-хірургом рентген-ендоскопічного операційного блоку, Київський науково-дослідний інститут клінічної та експериментальної хірургії. З 1993-го має вищу кваліфікаційну категорію хірурга.
1996 року захистив кандидатську дисертацію «Ендоскопічна папілосфінктеротомія у хворих з навколососочковими дивертикулами». З того ж року по 2004-й працював в медичному відділенні ендоскопічної діагностики та хірургії Київського головного військового шпиталю МОУ; за сумісництвом старшим викладачем на кафедрі військово-польової хірургії Національної військово-медичної академії.
Від 2004 року обіймає посаду асистента кафедри загальної хірургії № 1 Національного медичного університету, за сумісництвом працює лікарем-ендоскопістом КМКЛ № 10.
2010 року захистив дисертацію на здобуття наукового ступеня доктора медичних наук «Ендовідеоскопічна діагностика та транспапілярна корекція непрохідності жовчовивідних проток не пухлинного походження». Від грудня 2010-го — доцент кафедри загальної хірургії № 1, в червні 2011 року обраний на посаду доцента за конкурсом. В жовтні 2013 року надано вчене звання доцента кафедри загальної хірургії; з вересня 2014-го — професор цієї ж кафедри.
Насташенко І. Л. відповідає за методичну роботу на кафедрі, очолює роботу студентського наукового гуртка кафедри, є членом Вченої ради медичного факультету № 2, де очолює роботу з молодими вченими. Член апробаційної Вченої ради  НМУ з хірургії, член Української, Російської та Європейської асоціацій хірургів-гепатологів та ендоскопістів, член редакційної колегії фахового видання «Хирургия. Восточная Європа». Член президіуму асоціації хірургів України.
Напрями наукової та практичної діяльності: ендоскопічна діагностика та лікування патології органів гепатопанкреатодуоденальної ділянки.
Автор 150 наукових робіт, 34 патентів України на винахід, 5 авторських свідоцтв на винахід СРСР, 1 монографії, 1 збірки методичних рекомендацій та 1 навчального посібника.
Як педагог підготував трьох кандидатів наук. Під керівництвом професора І. Л. Насташенка захищено одна докторська дисертація.
Серед робіт:
- «Рентген-ендоскопічна діагностика захворювань підшлункової залози» співавтори О. І. Дронов, І. О. Ковальська, Д. Л. Любенко, В. І. Федорук, Ю. П. Швець, 2010.
- Насташенко І. Л. Ендоскопічна папілектомія / І. Л. Насташенко // Клінічна хірургія. — 2015. — № 11. — С. 17–20.

## Нагороди
- Заслужений діяч науки і техніки України[2].